# Marie d'Enghien
Pour les articles homonymes, voir Enghien (homonymie).
Marie d'Enghien (née en 1367 à Lecce et morte le 9 mai 1446 à Lecce) fut reine consort de Naples, comtesse de Lecce et reine de Hongrie, reine titulaire de Croatie et de Jérusalem.

## Biographie
Marie d'Enghien est la fille de Jean d'Enghien, comte de Lecce et seigneur de Castro, et de Sancie des Baux (? - 12 août 1404),, fille de Bertrand III des Baux (de Berre) d'Andria. Elle descend de la Maison de Brienne par sa grand-mère paternelle Isabelle de Brienne (morte en 1360), qui devient comtesse de Brienne, de Lecce, et duchesse titulaire d'Athènes à la mort de son frère Gautier VI de Brienne à la bataille de Poitiers.

### Comtesse de Lecce
Après la mort, entre le 28 mars 1384 et le 27 juillet 1384, de son frère Pierre d'Enghien, elle hérite du comté de Lecce qui comprend alors les villages qui entourent la ville depuis Torchiarolo, au nord, jusqu'à Carpignano Salentino au sud, mais aussi des fiefs de Mesagne, Carovigno, Corigliano d’Otranto, Roca Vecchia, Gagliano del Capo, Acquarica del Capo et Castro. Elle gouverne d'abord cette seigneurie sous la tutelle de Giovanni dell'Acaya, baron de Segine (it) et de Pasquale Guarino, baron de San Cesario.
Cette succession intervient dans une époque qui est troublée, depuis l'élection, le 31 octobre 1378, à Fondi, avec l'appui de la reine Jeanne Ire de Naples, de l'antipape Clément VII, qui conteste la validité de l'élection du pape Urbain VI. Clément VII s'installe en Avignon, où il bénéficie de la double protection du roi de France et de la reine Jeanne qui est aussi comtesse de Provence. Ainsi commence, la crise de succession pontificale connue sous le nom de Grand Schisme d'Occident.
La crise de succession du royaume de Naples vient doubler la confusion lorsque Charles de Durazzo, décide de s'emparer de Naples avant que le royaume ne soit dans les mains de Louis Ier d'Anjou-Valois que Jeanne Ire a adopté le 29 juin 1380 : Charles est investi par Urbain VI à Saint-Pierre le 10 juin 1381, puis il défait les troupes de sa tante la reine Jeanne qu'il assiège dans le Castel Nuovo de Naples (elle se rend le 25 août 1381), et reçoit la couronne, dans la cathédrale de Naples, le 25 novembre 1381.
Louis Ier d'Anjou-Valois, soucieux de faire valoir ses droits, prend le titre de Duc de Calabre et quitte Paris le 15 juin 1381 pour l'Anjou où il lève des troupes qui doivent lui permettre de s'assurer de la Provence. Louis Ier d'Anjou-Valois rejoint Avignon le 22 février 1382, et obtient à Aix-en-Provence, le 17 avril 1382, le ralliement du clergé, de la haute noblesse provençale et de quelques villes à sa cause. Il revient en Avignon où il est proclamé roi de Naples, de Sicile et de Jérusalem le 30 mai 1382 par Clément VII. Charles de Durazzo décide alors d'en finir avec la reine Jeanne Ire qu'il fait assassiner le 27 juillet 1382. Louis Ier d'Anjou-Valois prend L'Aquila le 24 septembre 1382.
Pierre d'Enghien faisait partie des soutiens de Louis Ier d'Anjou-Valois avant même que Jeanne Ire n'adopte ce dernier. Il figurait, à ce titre, avec le Comte de Conversano, dans les instructions secrètes qui furent transmises à la souveraine par les ambassadeurs du Duc d'Anjou, en réponse à sa proposition d'adoption. Marie d'Enghien soutient d'abord Louis II d'Anjou qui vient d'hériter le royaume de Naples de son père et qui décide de la marier, en 1385, malgré l'opposition des habitants de Lecce, avec Raymond des Ursins des Baux (Raimondo/Raimondello Orsini del Balzo), duc d'Andrie, comte de Soleto et seigneur de San Pietro in Galatina, qui vient de prendre parti contre Charles de Durazzo. Les années qui suivirent furent marquées par les affrontements entre les deux prétendants à la couronne, et le couple oscille longtemps entre les deux camps jusqu'à ce qu'il rejoigne celui de Ladislas d'Anjou-Durazzo, le fils et successeur de Charles de Durazzo, qui rend à Raymond des Ursins des Baux, en 1399, la principauté de Tarente dont il est l'héritier le plus légitime.

### Princesse de Tarente
La principauté de Tarente constitue, à cette époque, un « royaume dans le royaume » qui s'étend depuis la mer Ionienne, c'est-à-dire depuis Policoro et Matera, jusqu'à la mer Adriatique où ses possessions comprennent Ostuni, Brindisi, Oria, Nardò, Gallipoli, Ugento. La réunion de la principauté avec les biens de Marie d'Enghien et ceux de Raymond des Ursins des Baux, en fait des princes plus puissants encore, mais leur attire les jalousies de certains grands féodaux comme les Sanseverino qui possèdent notamment Nardò e Conversano.
Marie d'Enghien et Raymond des Ursins des Baux s'emploient alors à réorganiser l’administration de leurs possessions. Le recueil d'actes juridiques connu sous le nom de « Code de Maria d’Enghien » conserve les traces de leurs activités politiques. Il n'a pas été écrit du vivant de Marie d'Enghien, mais compilé quelques années après sa mort. Il recueille la jurisprudence que doit appliquer le « Concistorium Principis (la Cour de Justice des Princes) », le tribunal d'appel qu'ils ont institué et qui rogne ce privilège royal. Il s'applique au comté de Lecce et concerne les droits, les taxes sur les hommes et sur les animaux, l'ordre public, l'entretien des murs et des fossés. Marie d'Enghien y apparait comme celle qui gouverne, qui arbitre et décide. On y rencontre souvent l'expression « par la volonté et les ordres de sa majesté la Reine Marie »,.

### Reine de Naples
À la mort de son mari en 1406, elle est contrainte d'épouser en 1407 son ennemi le roi Ladislas Ier de Naples, dont elle devient la troisième épouse. Ils n'eurent pas d'enfants ensemble. Elle se retrouve alors en butte à la sœur de Ladislas et son entourage qui la détestait, lors de la mort de Ladislas le 6 août 1414. Jeanne II de Naples, souvent décrite comme cruelle, l'oblige à retourner en ses terres de Tarente. Il ne lui restait plus de reine que le nom.
Elle retourne ensuite à Lecce, d'où elle administre ses différents terre (le comté de Lecce et plusieurs baronnies de Terre d'Otrante) et prépare la succession de son fils, le prince de Tarente et comte de Soleto Giovanni Antonio Orsini del Balzo. À Lecce, elle promeut le développement économique et culturel de la ville, donnant notamment des Statuts à la ville et à son comté. Elle meurt en 1446 et est enterré dans la basilique Santa Croce, fondée par Gautier VI de Brienne.

## Famille

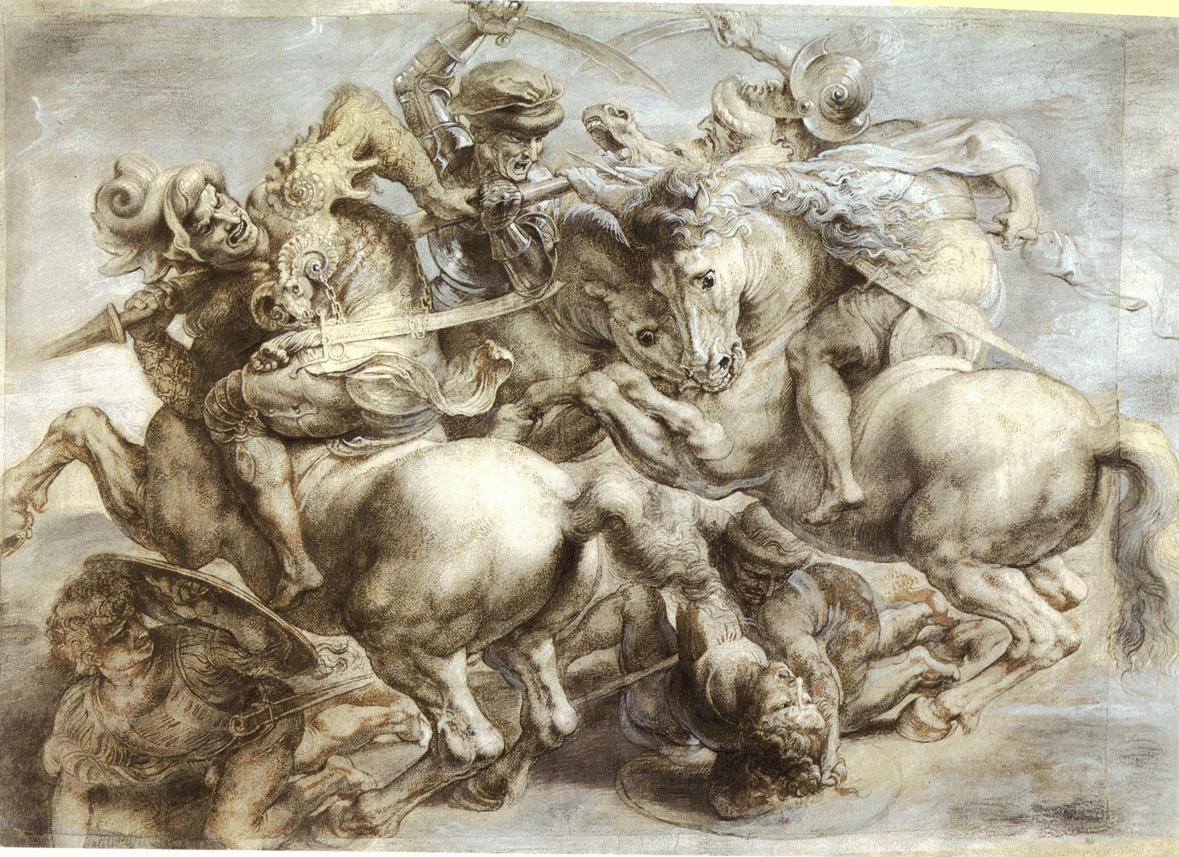
Pierre Paul Rubens, copie de la Bataille d'Anghiari par Léonard de Vinci. Allégorie du chevalier à droite serait Jean Orsini.

Les enfants de son premier mariage sont :
- Marie del Balzo-Orsini, morte en 1410, mariée avec Antoine Acquaviva, duc d'Atri ; ils n'eurent pas d'enfants ;
- Catherine del Balzo Orsini ou Catherine de Tarente, mariée avec Tristan de Clermont-Lodève, chevalier français auquel elle apporte en dot le titre de comte de Copertino ;
- Jean-Antoine del Balzo-Orsini : il hérite du titre de prince de Tarente ;
- Gabriel del Balzo-Orsini (peut-être un fils illégitime), mort en 1453, comte de Ugento, duc de Venosa, marié avec Giovanna Caracciolo del Sole, des ducs de Melfi.

Marie d'Enghien vécut assez longtemps pour voir le mariage de sa petite-fille Isabelle de Tarente, fille de Catherine et Tristan de Clermont, avec Ferdinand Ier de Naples en 1444, dont entre autres enfants : Alphonse II de Naples ; Eléonore, épouse d'Hercule Ier d'Este, avec une immense postérité ; et Frédéric Ier, d'où la succession du titre de Prince des Tarente par sa fille Charlotte). Elle mourut à 78 ans.

## Héraldique

Armes de Marie Enghien.

Marie d'Enghien descendait et succédait à des comtes de Lecce dont les aventures, les prouesses ou les échecs étaient quasi mythiques en son temps. Les armoiries théoriques que l'on peut lui attribuer, comportent de nombreuses combinaisons. Ses armes personnelles semble néanmoins être composées de quatre quartiers dont deux (1 et 4) portaient le lion billeté des Brienne sans lambel et les deux autres (2 et 3) le gironné de cinq pièces de sable et cinq pièces d'argent, dont chaque giron de sable est chargé de trois croisettes recroisetées d'or, des Enghiens. Une amphore trouvée lors des fouilles du château de Lecce atteste de leur usage.